# Kelebény
Kelebény (szlovákul Klubina) község Szlovákiában, a Zsolnai kerületben, a Csacai járásban.

## Fekvése
Zsolnától 30 km-re északkeletre, a Beszterce-patak partján fekszik.

## Története
Kelebény a Beszterce-völgy egyik legrégibb települése, mely valószínűleg a korai szláv időktől fogva folyamatosan lakott. Neve pataknévként 1417-ben Karásznó határleírásában szerepel először. Egy évvel később a karásznói határkijelölésben szerepel egy „Kulbucza” elnevezés, amely egy határos szétszórt településre, valószínűleg a mai falu első kezdeményére utal. 1535-ben a sztrecsényi uradalomról szóló feljegyzésben olvasható a Klubina nevű telep, amely pásztorok betelepülésével keletkezett.
Az első írásos említés a faluról 1662-ből származik, mely szerint a sztrecsényi uradalomhoz tartozó településen a bírón kívül 7 parasztgazdaság, pásztorszállás és legelő található. A 17. század végétől Klubinán üveghuta is működött, melyet a 18. század elején Windischgrätz gróf korszerűsített. Egykori termékei ma a Kiszucai Múzeumban láthatók. 1712-ben 10 adózó portája volt, 1720-ban malmát is említik. 1728-ban 8 házban 25 lakos élt a településen. Ezután a lakosság száma rohamosan nőtt, 1784-ben 60 háza és 344 lakosa volt, 1798-ban már 600-an lakták.
A 18. század végén Vályi András így ír róla: „KLUBINA. Tót falu Trentsén Várm. lakosai katolikusok, fekszik Ó Beszterczének szomszédságában, és annak filiája, határában fája, legelője, és keresetre módgya van, de földgye soványas.”
A falu temetőjét 1811-ben létesítették, ekkor épült a közelében álló harangláb is. 1828-ban 16 házában 361 lakos élt. 1831-ben a kolerajárványnak 35 lakos esett áldozatul. 1850-ben 779 lakos élt a településen. Lakói mezőgazdasággal, állattartással, fafaragással foglalkoztak.
Fényes Elek 1851-ben kiadott geográfiai szótárában így ír a faluról: „Kubina, vagy Klubina, Trencsén m. tót falu, egy mély völgyben: 770 kath., 9 zsidó lak. Sovány határ, hasznos legelő. F. u. Szina család. Ut. p. Zsolna.”
Egyházi iskoláját 1891-ben alapították. A trianoni diktátumig Trencsén vármegye Kiszucaújhelyi járásához tartozott.
1925-ben faszállítás céljából a kelebényi völgyben 9788 m erdei vasutat építettek, mely 1931-ig üzemelt. A falut 1945. április 27-én foglalták el a szovjet csapatok. Kultúrháza 1955-ben épült, 1983-ban kőbányát nyitottak a határában.

## Népessége
| Év:            | 1994. | 2004.   | 2014.   | 2024.   |
| -------------- | ----- | ------- | ------- | ------- |
| Emberek száma: | 522   | 516     | 544     | 555     |
| Eltérés:       |       | -1,14 % | +5,42 % | +2,02 % |

| Év:            | 2023. | 2024.   |
| -------------- | ----- | ------- |
| Emberek száma: | 544   | 555     |
| Eltérés:       |       | +2,02 % |

1910-ben 633, túlnyomórészt szlovák anyanyelvű lakosa volt.
2001-ben 529 szlovák lakosa volt.
2011-ben 537 lakosa volt, ebből 510 szlovák.

## Nevezetességei
- Útikápolnája 1823-ban épült, népi munka.
- Fa haranglába 19. századi.

## Külső hivatkozások
- Községinfó
- Kelebény Szlovákia térképén
- Kelebény a Kiszucai régió honlapján
- E-obce.sk Archiválva 2008. február 7-i dátummal a Wayback Machine-ben